# Амп

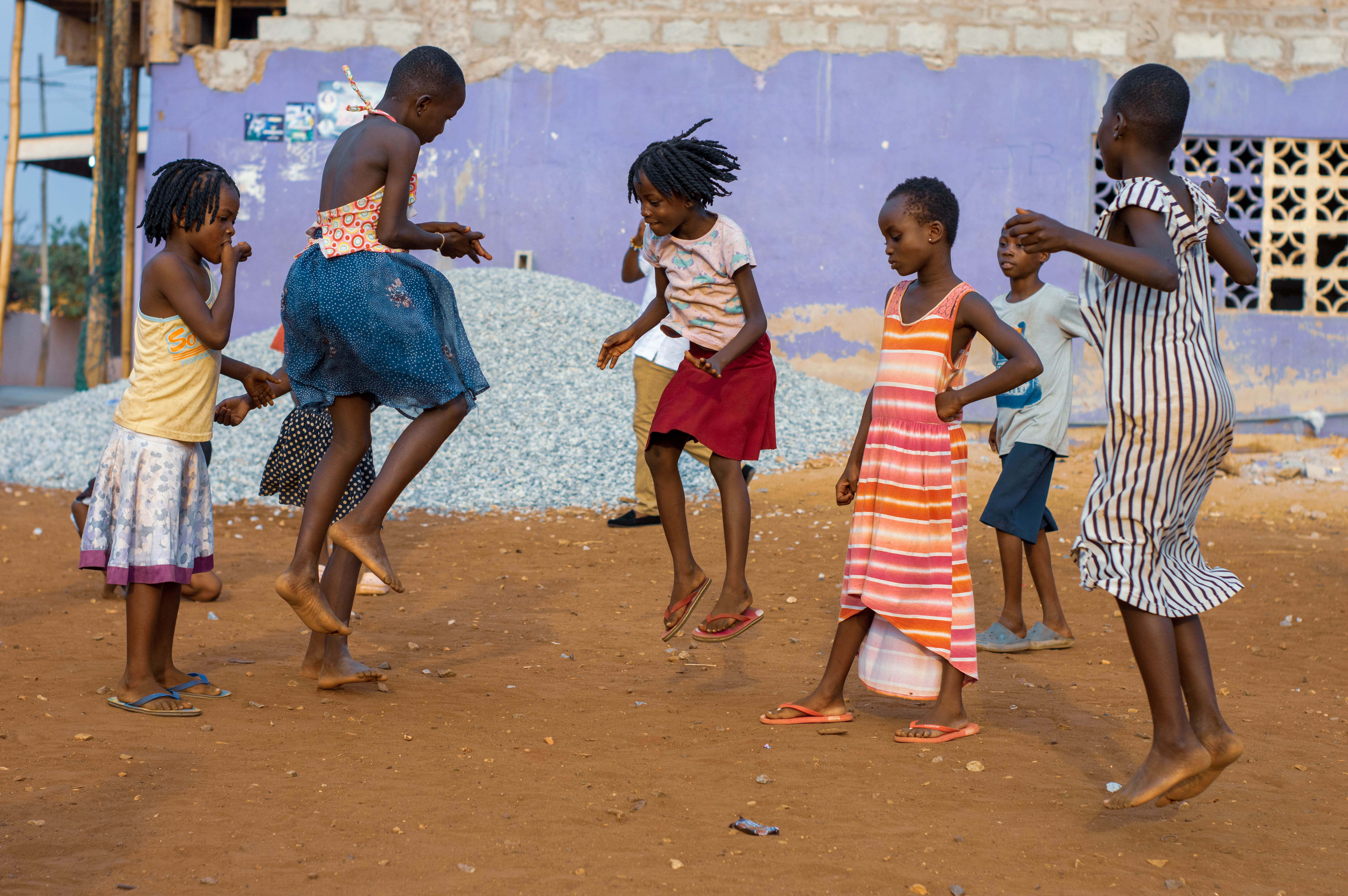
Кілька дівчат грають в Амп

Амп — проста, але енергійна гра, в яку грають діти шкільного віку. Вона походить з Гани, а також грається в інших сусідніх країнах. У неї грають двоє або більше людей, і для неї не потрібне жодне обладнання.

## Ігровий процес
Лідер та інший гравець одночасно підстрибують, плескають у долоні та висувають одну ногу вперед під час стрибка. Якщо лідер та інший гравець висунули одну й ту саму ногу вперед, лідер отримує очко. Якщо вони висунули різні ноги, інший гравець стає «лідером» і грає проти решти гравців. Якщо гравці стоять у колі, лідер рухається по внутрішній стороні кола, по черзі граючи проти інших. Якщо вони стоять у ряд, лідер рухається вздовж ряду. Якщо грають тільки двоє гравців, вони ведуть рахунок, поки певна кількість очок не визначить переможця.

## Міжнародний турнір
Асоціація культурних ігор Гани, місцева спортивна організація, що працює у співпраці та партнерстві з Національним управлінням спорту та Національною комісією з питань культури, організувала програму підготовки тренерів для представників Великої Британії, Нігерії, Того, Ліберії, Буркіна-Фасо, Танзанії, Південної Африки та інших країн. Учасники пройшли навчання з таких видів спорту, як ампе, часкеле, Джі-Ейч Скайбол тощо, і програма була завершена через п'ять днів. Нігерія стала першою країною в Африці, яка зареєструвалася в організаційному комітеті Ampe Sports для змагань з Ганою. 24 листопада 2018 року Гана приймала Нігерію на стадіоні Theodosia Okoh Hockey Stadium в Аккрі. Чотири жінки, які пройшли підготовку в Ліберії та Великій Британії, були запрошені для змагань з Ганою на стадіоні Accra Hockey Stadium після довгоочікуваного матчу між Ганою та Нігерією, в якому перемогла Гана.

## Змагання з історичних спортивних змагань Амп міста Велика Аккра
У суботу, 8 грудня 2018 року, успішно відбувся турнір з спорту Ampe, організований шановним Альфредом Аджеєм (головуючим членом Асамблеї Аккри) для виборчих округів Авенор, що включають Манмомон, Капріс, Кваджоман та Отатен. Захід відбувся у партнерстві з Be-Great Promotions, офіційною організацією, уповноваженою проводити турнір Ampe Sports на всіх рівнях. Завдяки невпинній грі команда Отатен здобула історичний успіх, вигравши перші в історії змагання Ampe Sports, організовані в місті Аккра, Гана, за участю великої кількості глядачів.